# André Quélen
Ne doit pas être confondu avec André Quelen.
 (octobre 2012).
Si vous disposez d'ouvrages ou d'articles de référence ou si vous connaissez des sites web de qualité traitant du thème abordé ici, merci de compléter l'article en donnant les références utiles à sa vérifiabilité et en les liant à la section « Notes et références ».
André Quélen, né le 29 novembre 1922 à Brest et mort le 20 juillet 2006 à Moulins est un évêque catholique français, évêque de Moulins de 1975 à 1998.

## Biographie
Né à Brest en 1922, il fait ses études au lycée puis entre au grand séminaire de Quimper. Il est ordonné prêtre en 1946. Après un bref ministère en paroisse, il devient professeur de théologie fondamentale au grand séminaire. En 1960, il est nommé curé-archiprêtre de la paroisse Saint-Louis de Brest, en remplacement d'André Pailler.
Le 16 décembre 1968, il est nommé évêque titulaire de Turres Concordiae (de) et évêque auxiliaire d'Angers. Il est consacré à Rome par le pape Paul VI le 6 janvier 1969. 
En 1974, il est nommé coadjuteur à Moulins, où il succède à Francis Bougon le 2 décembre 1975. 
Atteint par la limite d'âge, il se retire le 1er octobre 1998. Il meurt à Moulins le 20 juillet 2006 et est enterré dans le caveau des évêques, dans la cathédrale de Moulins.